# Minmontu
Minmontu là một Đại tư tế của Amun đã phụng sự dưới thời trị vì của pharaon Ahmose I (Vương triều thứ 18) trong lịch sử Ai Cập cổ đại. Ông là một trong hai Đại tư tế của Amun được biết đến dưới triều vua Ahmose I, người còn lại là Thuty.

## Chứng thực
Minmontu được biết đến thông qua một con dấu hình nón được tìm thấy tại Thebes, hiện đang được lưu giữ tại Đại học Cao đẳng Luân Đôn (số hiệu UC 37666).
Trong một cuộc khai quật vào năm 2005 tại Thebes, 250 con dấu hình nón được tìm thấy trong ngôi mộ TT232 có khắc tên của Minmontu, và một số hiện vật cũng khắc tên của vua Ahmose I. Điều này cho thấy, TT232 có khả năng là nơi chôn cất của tư tế Minmontu.